# The Troggs
The Troggs sono stati un gruppo musicale rock britannico formato negli anni sessanta. Il gruppo è celebre per aver pubblicato singoli di successo quali Wild Thing, With a Girl Like You e Love Is All Around.

## Storia
Provenivano da Andover, nell'Inghilterra meridionale ed inizialmente si chiamavano The Troglodytes.
Scoperti dal manager dei Kinks Larry Page nel 1965, pubblicarono per la CBS Records International, debuttando con il 45 giri Lost Girl/The Yella in Me.
Nell'estate 1966 pubblicarono Wild Thing/From Home; la loro versione del brano di Chip Taylor divenne la quintessenza di quello che sarà il Garage rock, e consentì loro di essere scelti dal New Musical Express come gruppo rivelazione dell'anno
Nel 1967 parteciparono alla trasmissione televisiva della Rai Diamoci del tu

## Critica
Secondo Riccardo Bertoncelli "i Troggs non riescono ad andare oltre un beat di maniera, veloce e mediocre: e soprattutto il loro più grosso hit, With a Girl Like You, suona vigliacco e strisciante"
Per Piero Scaruffi "gli inglesi Troggs appartengono alla storia del rock soltanto per una canzone, scritta da Chip Taylor e registrata in venti minuti nell'estate del 1966: Wild Thing".

## Formazione

### Classica
- Reg Presley - voce (1964-2012)
- Dave Wright  - chitarra (1964-1974)
- Chris Britton (Charles Christopher Britton), nato il 21 gennaio 1945 a Watford - chitarra (1964-presente)
- Pete Staples - bassista (1964-1969)
- Ronnie Bond - batteria (1964-1984)

### Ex membri
- Tony Murray - basso (1969-1977)
- Jo Burt - basso (1977-1979)
- Dave Maggs - batteria (1984-presente)

## Discografia

### Album in studio
- 1966 - From Nowhere... The Troggs
- 1967 - Trogglodynamite
- 1967 - Cellophane
- 1968 - Mixed Bag
- 1970 - Contrast
- 1975 - Troggs
- 1982 - Black Bottom
- 1990 - AU
- 1992 - Athens Andover
- 1996 - Athens, Georgia & Beyond

Live
- 1970 - Trogglomania
- 1981 - Live at Max's Kansas City

Raccolte
- 1967 - Best of The Troggs
- 1969 - Best of The Troggs Volume II
- 1975 - With a Girl Like You
- 1976 - Vintage Years
- 1991 - Hit Single Anthology
- 1993 - Archaeology
- 1996 - The EP Collection

Singoli
- 1966 - Lost Girl
- 1966 - Wild Thing
- 1966 - With a Girl Like You
- 1966 - I Can't Control Myself
- 1966 - Any Way That You Want Me
- 1967 - Give It to Me
- 1967 - Night of the Long Grass
- 1967 - Hi Hi Hazel
- 1967 - Love Is All Around
- 1968 - Little Girl
- 1968 - Surprise Surprise
- 1968 - You Can Cry If You Want To
- 1968 - Hip Hip Hooray
- 1969 - Evil Woman
- 1970 - Easy Lovin
- 1970 - Lover
- 1970 - The Raver
- 1971 - Lazy Weekend
- 1972 - Wild Thing (new version)
- 1972 - Everything's Funny
- 1973 - Listen to the Man
- 1973 - Strange Movies
- 1974 - Good Vibrations
- 1975 - Wild Thing (Reggae version)
- 1975 - Summertime
- 1975 - (I Can't Get No) Satisfaction
- 1976 - I'll Buy You an Island
- 1977 - Feeling for Love
- 1978 - Just a Little Too Much
- 1982 - I Love You Baby
- 1982 - Black Bottom
- 1984 - Every Little Thing
- 1989 - Wild Thing '89
- 1992 - Don't You Know
- 1992 - Wild Thing - con Oliver Reed e Hurricane Higgins
- 1992 - Wild Thing - con Wolf